# Espectre d'emissió
L'espectre d'emissió d'un element químic són les radiacions que emet, en estat gasós, quan se li transmet energia. Si es posa un tub amb hidrogen escalfat a una temperatura elevada, això fa que emeti radiacions, i quan aquestes radiacions passen per un prisma de quars, es refracten i desvien. Quan surten del prisma, les radiacions es troben separades a la placa detectora.

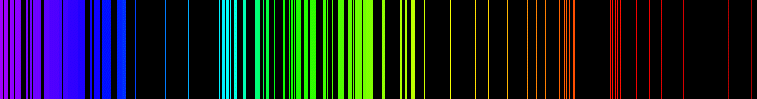
Espectre d'emissió de l'element de ferro

L'espectre d'absorció d'un element consisteix a absorbir les radiacions per àtoms. Per fer-ho, es transmet calor als àtoms perquè emetin les radiacions que havien absorbit.